# 치천사
치천사(熾天使) 혹은 스랍(공동번역, 개역개정), 세라핌(가톨릭) (히브리어: שׂרף 사랍, 라틴어: seraph[us]; seraphim 세라푸스; 세라핌[*])은 옛 히브리어 성경(타나크 또는 구약성경)의 이사야서에서 한 차례 등장하는 초자연적인 존재 가운데 하나의 이름이다. 치천사의 개념은 고대 유대교에서 이어져 내려와, 가톨릭, 개신교, 이슬람교에까지 영향을 미쳤다. 나중에 유대인들은 그들이 사람과 비슷한 모습을 한 것으로 인식하였고, 그러한 영향을 받아 기독교의 천사 계층 가운데 하나를 가리키는 명칭이 되었다. 기독교의 천사 계층도에서 사랍은 가장 높은 첫 번째 계급의 천사들을 이르는 말이다.

## 구약성경

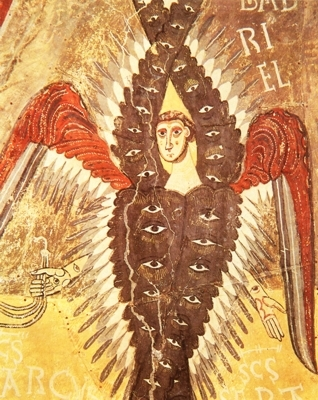
중세의 성화.

이사야서(6,1-3)에는 치천사의 환시를 본 예언자의 기록이 있다:
나는 높이 솟아오른 어좌에 앉아 계시는 주님을 뵈었는데, 그분의 옷자락이 성전을 가득 채우고 있었다. 그분 위로는 사랍들이 있는데, 저마다 날개를 여섯씩 가지고서, 둘로는 얼굴을 가리고 둘로는 발을 가리고 둘로는 날아다녔다.
또한 치천사들 끊임없이 서로 주고받으며 “거룩하시다, 거룩하시다, 거룩하시다, 만군의 주님! 온 땅에 그분의 영광이 가득하다.”라고 외쳤다. 그 외치는 소리에 문지방의 바닥이 뒤흔들렸으며 성전 안은 연기로 가득 찼다.
이는 옛 히브리어 성경에 하늘의 존재로서 “세라핌”이란 단어가 등장한 유일한 사건이다.
‘타오르는 자들’이라는 히브리어 어원을 가진 치천사는 신과 가장 가까운 어사(御使)다. 이 단어가 히브리어 뱀에 해당하는 단어와 만나 ‘네하심 세라핌’으로 쓰인 경우가 있는데 이 경우는 ‘불타는 뱀’, ‘불뱀’이라는 뜻으로 독이 있어 물리면 타오르는 듯한 염증을 일으키는 ‘독사’를 의미한다. 이 단어는 황야에서 하느님과 모세에게 불평하던 이스라엘 사람들을 물게 한 뱀을 말할 때 사용되었다. “그러자 주님께서 백성에게 불뱀들을 보내셨다. 그것들이 백성을 물어, 많은 이스라엘 백성이 죽었다.” (민수 21,6)

## 기독교
중세 신학자들은 세라핌, 곧 치천사를 가장 높은 천사로 칭했다. 그들은 성가를 부르며 신의 옥좌 옆에서 하느님을 수행하는 자들이었고, 불꽃에 휩싸인 존재로 묘사되었다. 

## 같이 보기
- LE SSERAFIM